# Strangalia ohbayashii
Strangalia ohbayashii es una especie de escarabajo longicornio del género Strangalia, categorizada en la tribu Lepturini, de la subfamilia Lepturinae. Fue descrita por Vives en 2009.

## Descripción
Mide 14,5 mm de longitud.

## Distribución
Se distribuye por Malasia.